# Лави, Орен
Орен Лави (ивр. אורן לביא‎, 1976) — израильский певец, драматург, композитор и театральный режиссёр.

## Биография
Орен Лави родился и вырос в Израиле. В 1997-м его пьеса «Палки и колёса» была удостоена главного приза Фестиваля альтернативного театра в Акко. В течение 1998-го пьесу ставили в Тель-Авивских театрах. В том же году Орен отправился в Лондон на учёбу по специальности театральный режиссёр в академии LAMDA (Лондонская академия музыкального и драматического искусства). Когда Лави окончил учёбу, две его пьесы, в которые вошли несколько собственных песен, были поставлены в различных театрах Лондона.
В 2001-м году Орен переехал в Нью-Йорк, где полностью сосредоточился на сочинении песен, подрабатывая на временных работах. В 2003 году он переехал в Берлин и начал запись своего первого альбома «Обратная сторона моря» (The Opposite Side of the Sea). Запись была окончена в 2006-м и, в январе 2007-го альбом вышел в Европе.
В начале 2009-го на песню «Her Morning Elegance» из этого альбома известными израильскими мультипликаторами (Ювалем и Мейрав Натан) был снят клип в технике покадровой анимации. Клип был запущен на сайт Youtube, где завоевал значительную популярность (свыше 20 миллионов просмотров). Позже, в марте того же года, Орен выступил с этой песней в ток-шоу известного американского комика Джимми Киммеля.
В качестве драматурга и режиссера Орен Лави работал с театрами Лондона, Нью-Йорка, Тель-Авива
Орен Лави также является автором детских книг. Его первая книга для детей «The Bear Who Wasn’t There» («Медведь, которого там не было») была переведена на несколько языков. В настоящее время, 2019 г., Орен Лави готовит к публикации свою следующую книгу «Children’s Book Of Silence» («Книга молчания для детей»).

## Дискография
- 2007 — «The Opposite Side of the Sea»[4]
- 2008 — Песня «A Dance ‘Round the Memory Tree» к фильму Хроники Нарнии: Принц Каспиан.
- 2017 — «Bedroom Crimes»